# Романишин Євген Іванович
Євген Іванович Романишин (нар.26 січня 1945, с. Радча Тисменицького району Івано-Франківської області ) — відомий галичанин, менеджер медицини, лікар вищої кваліфікаційної категорії, заслужений лікар України, член Національної спілки журналістів України, полковник Українського козацтваголовпа ГО "Коло Старійшин Ів-Франківської обл."

## Біографічні відомості
Народився 26 січня 1945 року в сім‘ї українських селян.
1950 родина переїхала на постійне місце проживання до обласного центру (тоді Станіслава).
Медичну освіту здобував в |Івано-Франківському медичному інституті]] (нині Національний медичний університет). Диплом лікаря отримав 1971 року.

## Трудова діяльність
Відразу зі студентської лави пересів у крісло головного лікаря Снятинського шкірвендиспансеру. Певний час працював головним лікарем Ворохтянської селищної лікарні, пізніше — заступником головного лікаря з медичної частини обласної клінічної лікарні, згодом очолює Івано-Франківську міську клінічну лікарню № 1. Цьому медичному закладові він віддав понад чверть віку (1983–2009).
З ініціативи головного лікаря на базі лікарні впровадили ендоскопічне лікування виразки шлунково-кишкового тракту, почав функціонувати перший в області магнітно-резонансний томограф.
Вивчивши досвід низки країн світу щодо управління медичною галуззю, адміністрація лікарні відпрацювала механізми переведення медицини на економічні методи управління. Досвід роботи МКЛ № 1 м. Івано-Франківська запозичили в Київській, Кіровоградській, Одеській та іншій областях.
Збудували для медпрацівників шестиквартирний будинок та спортивно-оздоровчу базу, активно сприяли залученню медперсоналу до фізкультурно-оздоровчих та спортивних секцій.
Головний лікар та його колеги-однодумці стали учасниками багатьох міжнародних та всеукраїнських конференцій, форумів, семінарів з питань охорони здоров‘я, вдосконалення медичної допомоги населенню, впровадження новітніх медичних технологій й ін.
Особливою подією для медперсоналу та пацієнтів стало освячення на території лікарні новозведеного храму.

## Нагороди
Колектив міської клінічної лікарні № 1 неодноразово нагороджувався грамотами Міністерства охорони здоров‘я України, облдержадміністрації, міськвиконкому, обкому профспілки медичних працівників.
2005 року МКЛ № 1 стала лауреатом державного рейтингу «Найкращі підприємства України» в номінації медицини та охорони здоров‘я.
2002 року керівникові лікарні Євгенові Романишину присвоєно звання «Заслужений лікар України».

## Громадська робота
Євген Романишин є членом:
- заступник голови Ів-Франівської ОО ВУТ «Просвіта» ім. Т. Шевченка
- ради громадського об‘єднання «Ділові люди Прикарпаття»
- Клубу української інтелігенції ім. Б. Лепкого .

Впродовж останніх двох років очолює громадську раду при департаменті охорони здоров‘я Івано-Франківської ОДА.

## Меценатські справи
Власним коштом перевидав книжки про праісторію України:
Ігор Калинець. Арійський стандарт
Сергій Плачинда. Лебедія
Микола Кіндрат. Націоналізм та католицизм
і ряд інших. Видав книгу "Хто ми, українці."

## Сім‘я
Дружина Любов Володимирівна працює у [[Прикарпатський національний університет імені Василя Стефаника|.
Медиками стали син Руслан та донька Наталя.
Має четверо внуків, яких дідусь з бабусею виховують у дусі любові та поваги до старших, сім‘ї, українських звичаїв та обрядів.